# Composição (linguística)
A composição (do termo latino compositione) é o processo linguístico através do qual uma nova palavra é formada pela união de dois ou mais radicais. A composição pode ocorrer através de justaposição, quando não há alteração nas palavras componentes (exemplos: '''vaivém'', "guarda- ,"segunda-feira", "passatempo"), ou de aglutinação, quando há perda de sons (exemplos: "pernilongo", "planalto", ''boquiaberta'', ''embora'', ''fidalgo'', ''dessarte'', ''aguardente'').